# Управљање земљиштем
Управљање земљиштем може бити дефинисано као процес управљања коришћења и развоја земљишних ресурса на принципима одрживог развоја. Земљишни ресурси се користе у различите сврхе које су често у међусобној зависности а такође могу да имају сукобљене циљеве. Због тога је пожељно интегрално планирање и управљање кориштења земљишта.